# Юзефович, Януш
Януш Юзефович (пол. Janusz Józefowicz; род. 3 июля, 1959 года, Свеце, Польша) — польский режиссёр, певец, танцор и актёр.

## Биография
Выпускник Варшавской Театральной Академии. Изучал танец в вокальной и танцевальной школе в Кошенцине и в Праге, где его обучал профессор Франк Товен. Его дипломный спектакль «Беспредел» (Misbehaving), созданный в театральной школе, в 1984 году стал настоящим культурным явлением, в частности он отмечен Международной Журналистской Наградой. Постановка этого шоу была осуществлена в театрах Атенеум и Рампа, где Юзефович стал ведущим хореографом. С этим же шоу он успешно гастролировал по Европе.
В 1990 Юзефович получил стипендию на 6 недель обучения от американского правительства. В то же время он преподавал хореографию в западном Берлине. Он также обучал множество артистов из Польши, России, Германии и Белоруссии.
Именно Янушу принадлежала идея поставить польский мюзикл, который бы поведал о жизни его поколения. Так появился спектакль «Метро», премьера которого состоялась в 1991 г. в Драматическом театре в Варшаве (он до сих пор идет в театре «Studio Buffo»), а затем в 1992 — на Бродвее, в театре «Minskoff». В 1995 г. мюзикл был очень тепло принят во Франции. Московская постановка «Метро» 1999 года была отмечена сразу двумя «Золотыми масками» — Лучший режиссёр и Лучший мюзикл. Мюзикл был поставлен более чем 1450 раз в Польше. Мюзикл «Метро» просмотрело около 2 миллионов зрителей и он стал самым выдающимся культурным феноменом последних лет.
В 1987-92 годах был хореографом в варшавском театре «Рампа». В 1992 г. он стал художественным руководителем «Studio Buffo LTD». Все тридцать спектаклей, режиссёром которых был Юзефович, имели огромный успех, как в Варшаве, так и по всей Польше. Януш принимал участие почти во всех этих шоу как актер, создавая незабываемые образы. Он также занимался постановкой хореографии для других спектаклей и проектов как в Польше, так и за рубежом, среди которых «Дибук» Анджея Вайды в Тель-Авиве, «Мертвые души» Анджея Ворона в Берлине, «Crazy For You» на музыку Гершвина в Варшаве. Его самое последнее великое достижение была режиссура и хореография в опере Роджера Вотерса «Ca Ira». В декабре 2012 года он поставил мюзикл «Polita», в котором впервые использовал на сцене технику живого 3D.
Януш поставил хореографические номера для 50 музыкальных шоу (включая более 20 шоу для Польского Общественного Телевидения), которые били рекорды продаж по всей Польше.
В 1997 г. на XIX Фестивале Актерской песни во Вроцлаве, Януш Юзефович был удостоен Alexander Bardini Award — Диплом мастера.
На протяжении 90-х Януш снимался во многих художественных фильмах. Особенно стоит отметить его главные роли в картинах «Нью-Йорк», «4 часа утра» Кшиштофа Краузе и «Игроки» Ришарда Бугайского.
В 2001 г. Януш поставил еще один оригинальный мюзикл «Питер Пэн» (либретто Джереми Пшибора, музыка Януша Стоклосы).
Вслед за «Метро» на московских театральных сценах последовали такие постановки Юзефовича как «Иствикские ведьмы» (Театр Киноактёра 2003), «Ромео и Джульетта» (Московская оперетта, 2004).
В феврале 2006 г. принял участие в церемонии открытия I фестиваля «Музыкальное сердце театра» в ГЦКЗ «Россия» наряду со «звёздами российского мюзикла»: Екатериной Гусевой, Эвелиной Блёданс, Павлом Майковым, Светланой Светиковой, Теоной Дольниковой, Анной Большовой, Ликой Руллой и др.
Януш Юзефович — режиссёр-постановщик мюзикла Ильи Олейникова «Пророк». Это совместный российско-белорусский проект, который был первоначально представлен в Минском дворце спорта в 2008, затем, в 2009 г. состоялись премьеры в Москве и Санкт-Петербурге.
В 2009 г. Я. Юзефович выступил режиссёром-постановщиком клипа Петра Елфимова, представлявшего Беларусь на Евровидении.
В 2013 году пройдет премьера первого 3D мюзикла «Пола Негри» Януша Юзефовича в Санкт-Петербурге в ДК им. Ленсовета. Специально для этого спектакля была переоборудована устаревшая сцена театра с использованием современных технологий. Эта технология позволит зрителям полностью погрузится в действие на сцене и даже стать его участниками. Декорации спектакля выполнены в виде 3D образов, которые проецируются на специальный экран. Во время постановки на сцене будут появляться живые лошади, настоящая машина и даже самолет. Актерский состав представлен такими звездами российского театра и кинематографа, как: Гоша Куценко, Теона Дольникова, Ирина Медведева, Светлана Вильгельм-Плащевская, Максим Леонидов, Андрей Носков, Иван Ожогин, Альберт Жалилов, Борис Смолкин и др. Музыку для спектакля написал известный композитор Януш Стоклоса, который и ранее работал с Юзефовичем во многих проектах.
В ближайшее время Януш планирует поставить спектакль по «Мастеру и Маргарите» Михаила Афанасьевича Булгакова.

«Мюзикл „Мастер и Маргарита“ я мечтаю поставить уже долгие двадцать лет, но до него все никак не доходили руки, в том числе не хватало и технических возможностей. Но в какой-то момент я понял, чего я ждал — 3D-технологий», — сказал Юзефович журналистам в Петербурге.

## Награды
- International Journalists’ Award — за хореографию «Беспредела» (1984)
- Stanisław Wyspiański Award — за творческую индивидуальность
- Prometheus 2001 — за творческую работу
- Bull of Success — за необычные достижения в искусстве (1991)
- The Journalists’ Award — за достижения в сценическом искусстве (1993)
- Alexander Bardini Award — Диплом Мастера (1998)
- Золотая Маска — за лучшую режиссуру 1999/2000 во всех типах театрального искусства (2001)[3]